# ناووگی
ناووگی (به لاتین: Nałogi) یک روستا در لهستان است که در گمینا بیلسک پودلاسکی واقع شده‌است.